# Instabilité de type Kapitza

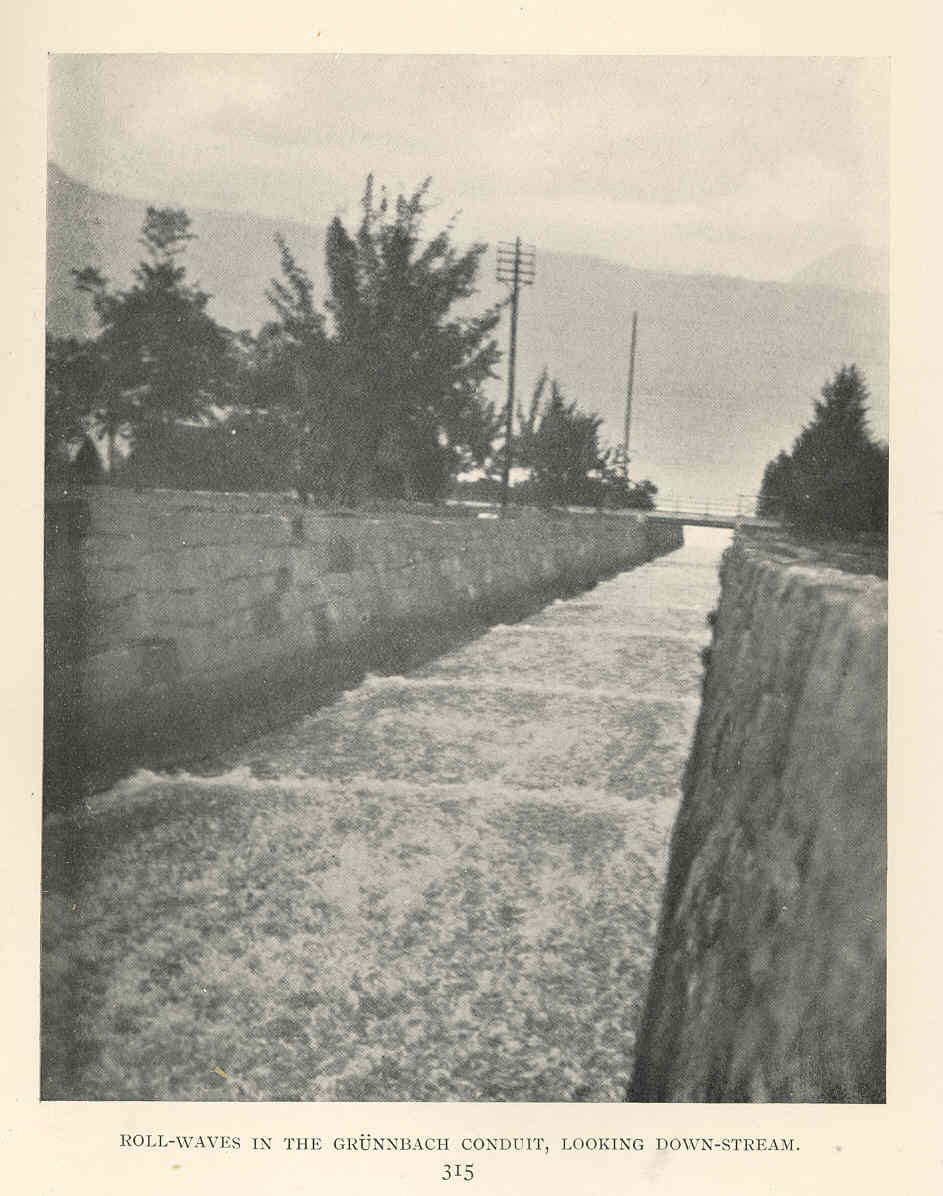
Instabilité de type vagues roulantes dans un canal.

En dynamique des fluides, l'instabilité de type Kapitza ou onde de roulement / vagues roulantes est une instabilité qui se produit à la surface d’un liquide ou d’une couche granulaire s’écoulant sur un plan incliné. L'instabilité se caractérise par la formation d'ondes à la surface du film,. L'instabilité porte le nom de Pyotr Kapitsa, qui a décrit et analysé l'instabilité en 1948,.
Les vagues roulantes sont un phénomène dynamique gravitaire dans des écoulements en masse, alors que les instabilités de Kapitza concernent des films minces régis par la capillarité et la viscosité. Dans les deux cas, une instabilité  transforme un écoulement initialement lisse en une série de vagues régulières. La différence principale est le mécanisme dominant : l’accélération de l’eau ou la tension de surface et la rugosité du sol.
| Caractéristique | vagues roulantes                          | Instabilité de Kapitza                                        |
| --------------- | ----------------------------------------- | ------------------------------------------------------------- |
| Milieu          | Fluide en masse (rivière, canal)          | Film liquide mince                                            |
| Origine         | Instabilité inertielle (nombre de Froude) | Instabilité capillaire (tension de surface, viscosité)        |
| Type d’onde     | Ondes discontinues avec front abrupt      | Ondes progressives et douces                                  |
| Impact          | Érosion, surcharge hydrodynamique         | Effet sur le transfert de chaleur et les revêtements liquides |

Une instabilité similaire a été observée dans des écoulements granulaires. Cette instabilité peut être prédite à l'aide des équations de Saint-Venant avec des modifications appropriées tenant compte des propriétés de frottement des écoulements granulaires,.

## Description
La formation de ces ondes est courante dans les films fluides laminaires peu profonds qui s'écoulent dans les caniveaux des rues ou le long des vitres des fenêtres les jours de pluie. Ces ondes sont considérés comme des instabilités ondulatoires de films uniformes et sont la première étape à la formation d'ondes de roulement turbulentes, apparaissant généralement dans des conditions où la tension superficielle joue un rôle prépondérant. Au fur et à mesure que la vitesse et l'épaisseur de l'onde augmente, la tension de surface devient moins importante et les ondes de roulement capillaires se transforment en ondes de roulement inertielles.
Bien qu'elles soient le plus souvent observées dans les cours d'eau artificiels, les ondes de roulement ont également été observées dans les écoulements naturels, tels que les canaux de glace ou à la surface de lacs.
Les trains d'ondes subissent un grossissement dû au fait que les ondes se chevauchent et fusionnent, ce qui allonge l'échelle du motif. Le grossissement ne se poursuit pas toujours jusqu'à sa conclusion ultime (une seule onde de rouleau avec la plus grande échelle spatiale). Au contraire, le grossissement s'interrompt à des échelles intermédiaires, créant des motifs avec des longueurs d'onde préférentielles.